# (32421) 2000 RB41
2000 RB41 (asteroide 32421) é um asteroide da cintura principal. Possui uma excentricidade de 0.09675270 e uma inclinação de 9.37389º.
Este asteroide foi descoberto no dia 3 de setembro de 2000 por LINEAR em Socorro.